# فرست مجستیک سیلور
فرست مجستیک سیلور (انگلیسی: First Majestic Silver) شرکت معدن کانادایی است، که در سال ۲۰۰۲ تأسیس شد.